# З вершин до низин
«З вершин до низин» (англ. Highest 2 Lowest) — американський кримінальний фільм 2025 року, зрежисований Спайком Лі. Вільна адаптація роману Еда Макбейна «Викуп Кінга» та реінтерпретація його екранізації Акіри Куросави «Рай та пекло».
Головні ролі виконали Дензел Вашингтон і ASAP Rocky. Прем'єра фільму відбулась 19 травня 2025 року в позаконкурсній програмі 78-го Каннського кінофестивалю, де він був високо оцінений критикою. У прокат «З вершин до низин» вийде 22 серпня 2025 року, у відеосервісі Apple TV+ фільм з'явиться 5 вересня того ж року.

## Сюжет
Впливовий музичний магнат Девід Кінг, відомий як «Цар Давид», вимушено опиняється в епіцентрі кримінальних подій, коли замість його сина Трея, злочинці випадково беруть у заручники його хрещеного сина Кайла…

## У ролях
- Дензел Вашингтон — Девід Кінг («Цар Давид»)
- ASAP Rocky — Янг Фелоні
- Джеффрі Райт — Пол Крістофер
- Ільфенеш Хадера — Пем Кінг, дружина Девіда
- Ice Spice — Марісоль Сіпіда
- Дін Вінтерс — детектив Хіггінс
- Джон Дуглас Томпсон — детектив Ерл Бріджес
- Лашанз — детектив Белл
- Обрі Джозеф — Трей Кінг, син Девіда
- Майкл Поттс — Патрік Бетея
- Венделл Пірс — Гейб
- Елайджа Райт — Кайл Крістофер
- Ентоні Рамос — камео
- Розі Перес — камео
- Едді Палм'єрі — камео

## Створення
Перший варіант сценарію «З вершин до низин» був написаний Вільямом Аланом Фоксом ще до пандемії COVID-19, коли Спайк Лі ще не мав відношення до майбутнього фільму. Згодом режисер долучився до створення фільму, повністю переписавши сценарій.
Оскільки фільм є, як підкреслював Спайк Лі, не ремейком, а новою інтерпретацією класичного фільму Акіри Куросави «Рай та пекло», пізніше Лі наголошував:
|  | Одним із найкращих аспектів навчання в кіношколі є те, що тебе знайомлять зі світовим кіно, не тільки з голлівудським. «Расьомон» Куросави та його структура надихнули мене зробити «Їй це потрібно». ... З самого початку моєї кар'єри творчість Куросави впливала на мене. |

На одну з головних ролей Лі запросив свого близького друга Дензела Вашингтона — вперше за майже 20 років, з часів «Не впіймали — не злодій». За сюжетом персонаж актора — колекціонер живопису, більшу частину якого для фільму надав сам Спайк Лі з власної колекції. Оскільки головний герой — музичний продюсер, у фільмі лунає музика різнобічних жанрів і стилів, які полюбляє сам режисер: від класики (Джеймс Браун, Едді Палм'єрі) до сучасного ритм-енд-блюзу та попу (Аяна-Лі).
Знімальний процес пройшов з березня по травень 2024 року у Нью-Йорку. За візуальне рішення фільму відповідав оператор Метью Лібатік.

## Сприйняття
У лютому 2025 року Спайк Лі показав майже завершену версію «З вершин до низин» режисеру Мартіну Скорсезе, який залишився в захваті від фільму, виокремлюючи «грандіозну» акторську роботу Дензела Вашингтона та операторську роботу Метью Лібатіка.
Після завершення каннського показу у травні 2025 року аудиторія аплодувала стоячи 6 хвилин. Фільм був високо оцінений критикою. «Спайк Лі створив нахабний, сміливий мегаполісний фільм, пульсуючу нью-йоркську пригоду, яка до того ж ще й є зізнанням у любові нью-йоркському спорту та музиці» — писав оглядач газети The Guardian Пітер Бредшоу, який поставив фільму 4 бали з 5 можливих.
Критик The Hollywood Reporter Девід Руні писав: «Режисер виконує відточені до ідеалу функції показного, кричущого шоумена, створюючи великий, максимально відшліфований, соковитий фільм, що є суцільним задоволенням». Натепер рейтинг фільму на Metacritic — 76 %, на Rotten Tomatoes — 89 %.